# 11514 Tsunenaga
11514 Tsunenaga este un asteroid din centura principală de asteroizi.

## Descriere
11514 Tsunenaga este un asteroid din centura principală de asteroizi. A fost descoperit pe 13 februarie 1991 la Ayashi de Masahiro Koishikawa. Asteroidul prezintă o orbită caracterizată de o semiaxă mare de 3,02 ua, o excentricitate de 0,03 și o înclinație de 9,8° în raport cu ecliptica.